# Maska
Maska de son vrai nom Bastien Vincent, né le 21 mai 1985 à Paris, est un rappeur et chanteur français, connu pour être un des membres du groupe Sexion d'assaut.
En octobre 2014, Maska sort son premier album solo intitulé Espace-temps, qui se classe 14e du Top Albums en France.

## Biographie
Originaire de Lozère, il a grandi à Paris dans le 9e arrondissement avec la plupart de ses amis de Sexion d'assaut. Enfant plutôt turbulent, il grandit dans un quartier riche. Ayant connu un éveil musical assez tôt par ses parents, Maska est un fan de rap français qui, à l'inverse de Gims, a reçu une éducation musicale plutôt américaine, influencée par Sisqó, Michael Jackson, élevé au rang des mélodies des Beatles, des Rolling Stones et de Johnny Clegg. 
Collégien, Maska multiplie les petits actes de délinquance, du simple vol de portable à la vente de shit, en passant par les cambriolages et les nombreuses bagarres qui auraient pu lui être fatales si Gims ne l'avait pas aidé. Adolescent, bénéficiant d'une éducation parentale qu'il qualifie de « plutôt cool », il traîne souvent dans les squares, les métros, les caves rue du Paradis ou aux Galeries Lafayette avec ses amis. Maska n'est pas mauvais à l'école : il obtient son bac vers 2003 et entreprend des études supérieures. 

## Carrière musicale

### Sexion d'assaut (2002-2012)

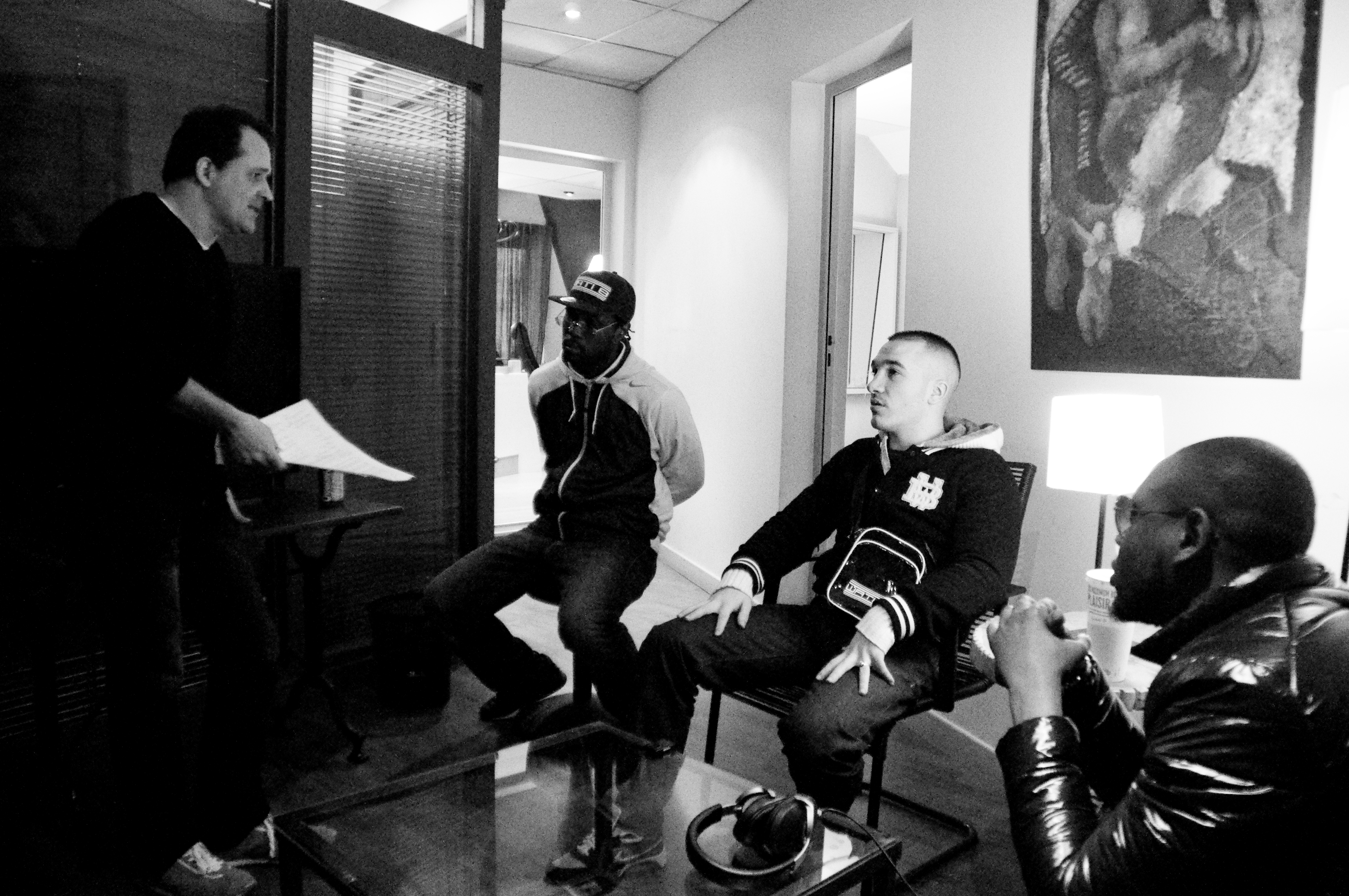
Maska (troisième de gauche) avec la Sexion d'assaut en 2012.

Proche de Black M et de Barack Adama, il passe avec eux des nuits blanches à écrire et rapper. Il se dit sauvé par la musique et la religion (comme expliqué dans le texte du single "la tâche"). Avec le groupe Sexion d'assaut, Maska sort deux albums studio : L'École Des Points Vitaux (2010) et L'Apogée (2012), deux chroniques : Vol.1 (2009) et Vol.2 (2011), deux street albums : Le Renouveau (2008) et L'Écrasement De Tête (2009), une mixtape : La Terre Du Milieu (2006), un album live (2012), L'Apogée à Bercy (2012), trois DVD et une compilation : Best Of (2013).

### Carrière en solo (depuis 2012)
Après le succès de la Sexion d'assaut, en octobre 2014, Maska sort son premier album solo intitulé Espace-temps, qui se classe 14e du Top Albums en France[réf. nécessaire]. Avant la publication de l'album, il met en ligne le clip de la chanson Rahh. Pour faire patienter son public, lui aussi, propose une suite de vidéos, Espace temps : Mon mal être (feat Dr Bériz), Un grain de folie, Ca va aller, Parcours de rêve, et Laisse passer l'artiste. Le 14 mars 2014, Maska dévoile le premier morceau de son album nommé Drapeau Taché de Sang. Il dévoilera également lors du Planète Rap de Black Mesrimes un extrait d'un nouveau titre intitulé Prie pour moi sur lequel figure Gims en featuring. Ce titre est diffusé en intégralité sur Internet le 9 mai 2014.
Après plus de deux ans de travail, il dévoile, le 13 octobre 2017, sa première mixtape, Akhal-Teke, puis sa seconde, Préliminaires, sortie le 29 juin 2018, où l'on remarque un changement radical de style. À partir de septembre 2018, il travaille sur sa troisième mixtape, Préliminaires Vol.2, qui voit le jour le 29 mars 2019.
Le 5 février 2021, il sort Voie lactée en collaboration avec Lefa et Lord Esperanza comme premier extrait de son nouvel EP Étoile de Jour, Pt. 1. L'EP est dévoilé le 12 mars, accompagné du clip Jamaimer en featuring avec Tayc.
Le 2 juillet 2021, il dévoile le titre Étoile de jour avec Némir extrait du deuxième EP de la série Étoile de Jour, Étoile de Jour, Pt. 2. Il est dévoilé le 9 juillet.
Le 25 février 2022, est dévoilé Démoli extrait de l'EP Étoile de Jour, Pt. 3. L'EP sort le 4 mars.
Le 29 avril 2022, Maska dévoile son deuxième album Étoile de Jour, fusionnant les trois EPs. Il est en collaboration avec Lefa, Lord Esperanza, Tayc, S.Pri Noir, Lylah, Nemir, Dorély et Tawsen.
Pendant chaque concert de la Sexion d'Assaut, il dévoile un extrait de sa nouvelle chanson J'ai les loves et annonce qu'elle sortira le 17 juin.

## Réalisations
Maska a co-écrit avec Gims les chansons Bella, Laissez passer et Hasta Luego. En 2013, il apparaît en featuring sur la huitième piste de l'album Subliminal de Gims, Où est ton arme ?.
Membre fondateur du groupe Sexion d'Assaut, Maska prend part à une très grande partie des grands classiques du collectif : Avant qu'elle parte, Ma direction, Problèmes d'adultes, Cérémonie, À bout d'souffle ou encore Ils appellent ça. Réputé pour sa plume, Maska contribue fortement à l'écriture des textes du collectif[réf. souhaitée]. Le rappeur de la Sexion d'assaut collabore beaucoup avec des chanteurs français tels que Kendji Girac, Vianney, Dadju ou encore Zaho.

## Discographie

### Singles
- 2011 : Traqué
- 2013 : So Dedicated (Remix) (feat. Lil Wayne et DJ HCue)
- 2013 : Loin des ennuis (feat. The Shin Sekaï)
- 2013 : Lève ton verre
- 2014 : Mon Mal Être (feat. Dr Beriz)
- 2014 : Un grain de folie
- 2014 : Ca va aller
- 2014 : Mon parcours de rêve
- 2014 : Laisse passer l'artiste
- 2014 :  Drapeau taché de sang
- 2014 : Prie pour moi (feat. Gims)
- 2014 : Rahh
- 2014 : Profiter de ma life (feat. Black M et Dr Beriz)
- 2014 : Yin / Yang (feat. Abou Debeing)
- 2014 : Espace-temps
- 2014 : Rien sans les autres
- 2015 : Like A Maniac (feat. Tenny)
- 2015 : Mama (Remix) (feat. Clayton Hamilton)
- 2016 : Rambo
- 2017 : Pouvoir, billets, femmes
- 2017 : À pas de loup
- 2017 : Fly
- 2017 : Le petit (feat. S.Pri Noir)
- 2018 : Dernier round
- 2018 : On sera à deux
- 2018 : Pile ou face
- 2018 : Vos mères
- 2018 : #préliminaires6 (Freestyle)
- 2018 : Bang Bang (feat. Lefa)
- 2018 : Elle n'en a pas l'air (feat. NOV)
- 2018 : Comme un lâche
- 2018 : Je poursuis l'or
- 2018 : Dos à dos (Freestyle)
- 2019 : De la rue à la lambo
- 2019 : Mégalo
- 2019 : Caïpirinha
- 2019 : Aïe aïe aïe
- 2021 : Voie Lactée (feat. Lefa et Lord Esperanza)
- 2021 : Jamaimer (feat. Tayc)
- 2021 : Étoile de jour (feat. Nemir)
- 2022 : Démoli
- 2022 : J'ai les loves
- 2023 : Abîmes
- 2024 : flamme
- 2024 : épouvantail

### Apparitions musicales
- 2013 : Maître Gims feat. Maska - Où est ton arme ? (sur l'album de Gims Subliminal)
- 2015 : Tenny feat. Maska - Like A Maniac (sur l'album de Tenny Yin et Yang)
- 2020 : Barack Adama feat. Maska - R.A.F (sur l'EP de Barack Adama LIB3RTAD)

### Apparitions dans les clips
- 2012 : Dry feat. Maître Gims - Ma mélodie (sur l'album de Dry Tôt ou tard)
- 2013 : Gims feat. Dry - One Shot (sur l'album de Gims Subliminal)
- 2015 : Gims feat. Lefa - Longue vie (sur l'album de Gims Mon cœur avait raison)
- 2016 : Lefa - En terrasse (sur l'album de Lefa Monsieur Fall)
- 2016 : Barack Adama - Pas-là pour rigoler
- 2017 : L.I.O Pétrodollars - Victor Newman (sur le prochain album de L.I.O. Pétrodollars Le 8ème élément)
- 2017 : Barack Adama - Chez moi (sur l'album de Barack Adama La propagande : Saison 1)
- 2019 : Black M - Bon (Prologue) (sur l'album de Black M Il était une fois...)
- 2019 : Gims feat. Niro - Ceci n'est pas du rap (sur la réédition de l'album de Gims Décennie)